# Tandfollikelstamcel

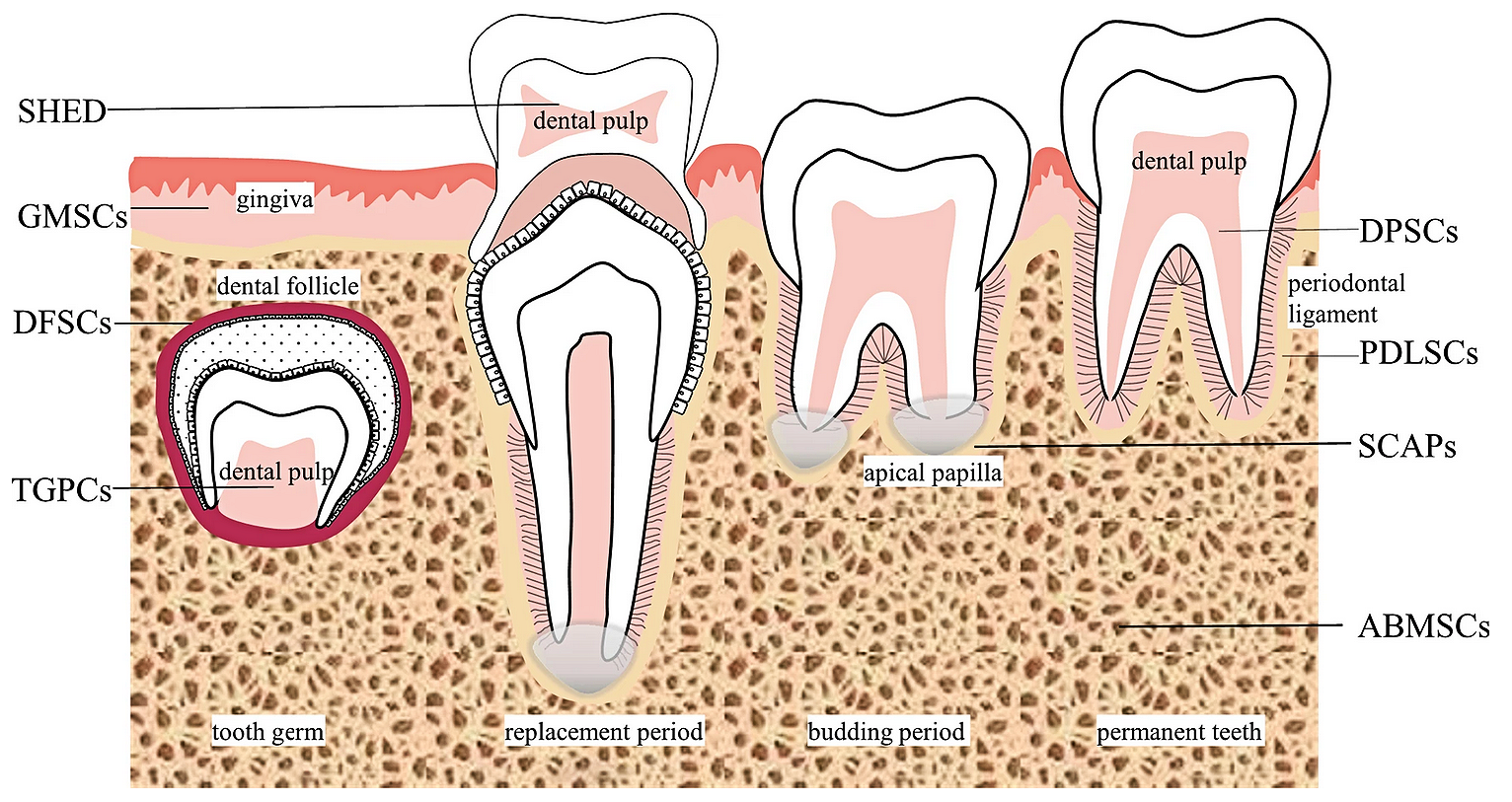
Stamcellen in de tand en kaak. DFSCs: Tandfollikelstamcellen, SCAPs: Periapicale follikelstamcellen, DPSCs: Tandpulpastamcellen.

Tandfollikelstamcellen zijn mesenchymatische stamcellen in de tandfollikel.
De aanwezigheid van stamcellen in de tand is een integraal onderdeel van het vermogen van de tandfollikel om te differentiëren tot het parodontale ligament. De kennis over de stamcellen in tandfollikels is gebaseerd op de extractie van tandfollikels uit onvolgroeide wortels van niet doorgebroken kiezen. In vergelijking met de tandfollikel van een typisch doorgebroken kies, omringt de tandfollikel van een niet doorgebroken kies, bijvoorbeeld een derde molaar, de kies niet en wordt vervolgens in twee delen verdeeld.
Het periapicale gedeelte omringt de top van de zich ontwikkelende tandwortel en medieert de tanddoorbraak. Het kroongedeelte is vastgehecht aan de zich ontwikkelende tandwortel en medieert de botgroei. Stamcellen die uit deze twee delen zijn geïsoleerd, worden hier besproken.

## Tandfollikelstamcellen in kroongedeelte van de tandfollikel
Tandfollikelstamcellen, ook wel tandmesenchymale stamcellen of multipotent-ectomesenchymale voorlopercellen genoemd, worden aangetroffen in het kroongedeelte van de tandfollikel van niet doorgebroken menselijke derde kiezen. Tandfollikelstamcellen worden als multipotent beschouwd en zijn met name voorlopers van cellen van het tandaanhechtingsapparaat. Cellen van deze weefselstructuur vertonen typische markers voor parodontale ligament-fibroblasten, alveolaire osteoblasten en cementoblasten. Wanneer gekweekt, vertonen tandfollikelstamcellen een morfologie die vergelijkbaar is met die van een fibroblast en vertonen ze markers zoals nestine en STRO-1, die typische markers zijn voor tandstamcellen. Deze cellen hebben een hoge proliferatiesnelheid en prolifereren doorgaans sneller dan een prolifererende, uit beenmerg afkomstige mesenchymatische stamcel.

### Regulering
De initiatie van differentiatie wordt gereguleerd door een aantal verschillende extracellulaire factoren, zoals groeifactoren, cel-celcontacten, extracellulaire matrix en mechanische belasting. Deze factoren coördineren om het proces van differentiatie naar een bepaald functioneel lichaamsceltype te induceren of te moduleren.
Er zijn recentelijk enkele studies gedaan naar de differentiatie van gekweekte tandfollikelstamcellen tot biomineraliserende cellen. Deze studies hebben nieuwe manieren onthuld waarop de celdifferentiatiemechanismen werken. Bovendien werd informatie over genoombrede expressieprofielen verkregen door proteomica en transcriptomica met tandfollikelstamcellen. Deze helpen om de moleculaire mechanismen in cellen duidelijker in beeld te brengen. De extracellulaire signaalgereguleerde kinase (ERK)-route werd door deze onderzoeken ook onthuld tijdens de osteogene differentiatie van tandfollikelstamcellen.
De proteomics en transcriptomics identificeerden gereguleerde transcriptiefactoren zoals SP1 en P53. Deze transcriptiefactoren werden nauwkeuriger geïdentificeerd door bioinformatica na analyse van het proteoom. De rol van deze transcriptiefactoren reguleert de celproliferatie en -differentiatie van tandfollikelstamcellen.
Menselijke tandfollikelcellen zijn voorlopercellen. Verschillende studies suggereerden dat osteogene differentiatie van tandfollikelstamcellen wordt gereguleerd door BMP2 en IGF2, groeifactoren. De invloed van BMP2 en IGF2 op de differentiatie van tandfollikelstamcellen is echter nog niet diepgaand geanalyseerd. Er was een studie die tandfollikelstamcellen onderzocht na de inductie van osteogene differentiatie met BMP2, IGF2 en een standaard osteogeen differentiatiemedium (ODM) met dexamethason. De alkalische fosfataseactiviteit en de calciumaccumulatie toonden osteogene differentiatie na alle behandelingen, maar met de meest effectieve differentiatie door ODM. Bovendien waren markers van het proces van osteoblastdifferentiatie veel hoger upgereguleerd in met BMP2 of IGF2 behandelde cellen dan in met ODM behandelde cellen. Om de oorzaak van deze verschillen te achterhalen, werden de genoombrede expressieprofielen vergeleken in een vroeg differentiatiestadium. Chondroblastmarkers in BMP2-gedifferentieerde cellen en algemene markers voor celdifferentiatie/-proliferatie in met IGF2 behandelde cellen werden significant gereguleerd. Met ODM behandelde tandfollikelstamcellen brachten echter late markers van osteogeen-gedifferentieerde tandfollikelstamcellen tot expressie, zoals de transcriptiefactor ZBTB16, die niet tot expressie komt in BMP2- of IGF2-gedifferentieerde cellen. Deze studie toont daarom aan dat osteogene differentiatie van tandfollikelstamcellen kan worden geactiveerd met alle geteste inductoren.
DLX3, een transcriptiefactor die gerelateerd is aan de geïnduceerde BMP2-route in osteogene gedifferentieerde tandfollikelstamcellen, was in staat de vitaliteit van de cel en de osteogene differentiatie van tandfollikelstamcellen te activeren via de BMP2/Smad1-terugkoppelingloop.
Tandfollikelstamcellen reguleren de proportionele hoeveelheid van alle drie de parodontale weefsels, inclusief een goede balans tussen de grootte van het parodontale ligament en de hoeveelheid van het omliggende cementum en alveolair bot. Een hoog percentage parodontale ligament in het parodontium ondersteunt de groei van het cementum en het alveolair bot. Daarom ondersteunt een zachte extracellulaire matrix de osteogene differentiatie van tandfollikelstamcellen.

### De migratiecapaciteit van tandfollikelstamcellen
De migratiecapaciteit van tandfollikelstamcellen kan histologisch worden onderzocht. Hierbij vertonen tandfollikelstamcellen een uitgebreide migratiecapaciteit voor dentale mesenchymatische stamcellen, tijdens de beginfase van de ontwikkeling van de tandwortel. Vergeleken met de migratiecapaciteit van stamcellen uit de tandpulpa van melktanden en stamcellen uit de apicale papilla van de tand (van de neurale lijst afkomstige voorlopercellen, blijken tandfollikelstamcellen de hoogste celmigratiesnelheid te hebben. Bovendien kan de migratie van tandfollikelstamcellen worden versneld tijdens de kweek, met behulp van groeifactoren die in de matrix van hard tandweefsel worden aangetroffen, zoals TGF-β of BMP2, waarvan ook is vastgesteld dat ze betrokken zijn bij de differentiatie van tandfollikelstamcellen.

### Follikel-afgeleide embryonale neurale stamcellen (FENCSC's)
FENCSC's zijn een subpopulatie van tandfollikelstamcellen, maar beide verschillen in hun celmigratie-eigenschappen. FENSC's brengen hoge niveaus van embryonale stamcelmarkers (TRA1-60, TRA1-81, OCT-4) en mRNA-transcripten voor Nanog en Rex-1 tot expressie. Ze kunnen differentiëren tot cellen van alle drie de kiembladen. Enkele voorbeelden zijn gladde spieren, skeletspieren, osteoblasten, neuronen, gliacellen en adipocyten en vertonen daarom pluripotentie. Deze cellen hebben ook een hoge telomerase-activiteit.

## Periapicale follikelstamcellen
Zodra de ontwikkeling van de tandwortel is voltooid, verdwijnt de tandfollikel, wat betekent dat alle cellen worden beschouwd als onderdeel van het parodontium. Vóór deze fase hecht een periapicaal deel van de tandfollikel zich aan de top van de zich ontwikkelende tandwortel en wordt dit de periapicale follikel genoemd. Ongedifferentieerde cellen in dit weefsel staan daarom bekend als periapicale tandfollikelstamcellen en kunnen worden geïsoleerd uit kolonievormende cellen in periapicale follikelcelculturen. Typische markers die in deze cellen tot expressie komen, zijn onder andere CD44 en STRO1. Zowel het celmigratievermogen als het celproliferatievermogen van deze cellen is groter dan dat van verschillende soorten tand mesenchymale stamcellen. Periapicale follikelstamcellen zijn doelen van regeneratieve tandheelkunde vanwege hun hoge multipotente differentiatiepotentieel in alle soorten tandweefsel.